# Élection présidentielle islandaise de 2000
Une élection présidentielle devait avoir lieu en 2000 en Islande. Néanmoins, face à l'absence d'opposants, le  président élu en 1996, Ólafur Ragnar Grímsson, a été reconduit sans élection.

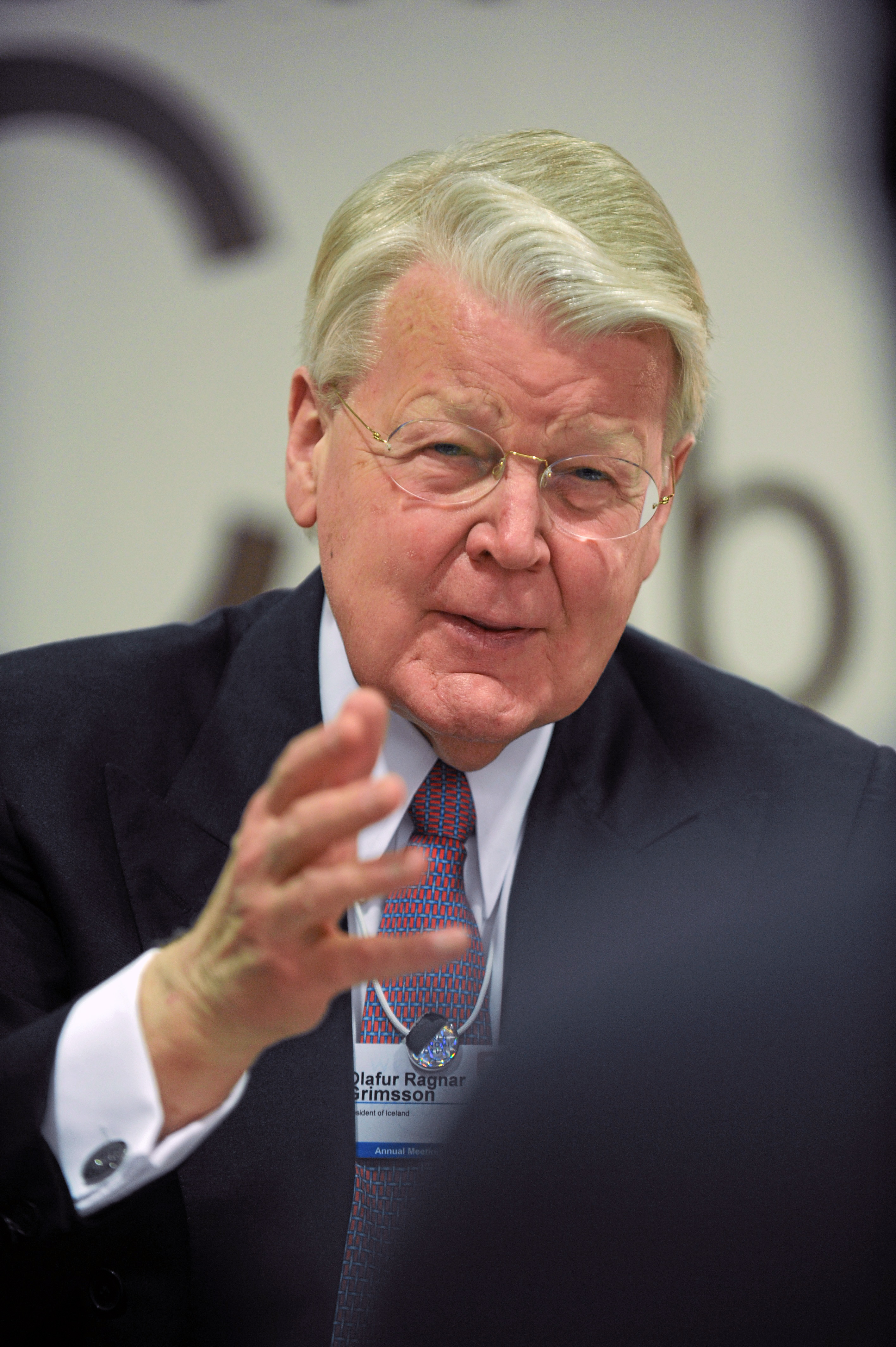
Ólafur Ragnar Grímsson